# 永興県
永興県（えいこう-けん）は中華人民共和国湖南省郴州市に位置する県。

## 行政区画
- 街道：便江街道、湘陰渡街道
- 鎮：馬田鎮、金亀鎮、柏林鎮、鯉魚塘鎮、悦来鎮、黄泥鎮、樟樹鎮、太和鎮、油麻鎮、高亭司鎮
- 郷：洋塘郷、大布江郷、竜形市郷、七甲郷

## 出身者
- 黄克誠 - 油麻鎮下青村に故居および記念館がある。